# What, How & for Whom/WHW

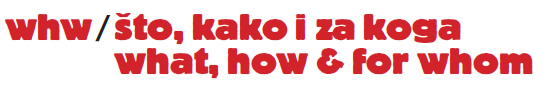
Logo des WHW

What, How & for Whom/WHW (gegründet 1999 in Zagreb) ist ein kroatisches, international arbeitendes Kuratorinnenkollektiv. Ansässig ist das Kollektiv in Zagreb und Berlin. Die Gründungsmitglieder sind Ivet Ćurlin, Ana Dević, Nataša Ilić, Sabina Sabolović und Dejan Kršić.

## Name
“What?,” “How?,” and “For whom?” are the three basic questions of every economic organization, and are fundamental to the planning, conception, and realization of exhibitions and the production and distribution of artworks and the artist’s position in the labor market. These questions formed the title of WHW’s first project, in 2000 in Zagreb, dedicated to the 152nd anniversary of the Communist Manifesto, and became the motto of WHW’s work and the name of their collective.

„„Was?“, „Wie?“ und „Für wen?“ sind die drei Grundfragen jeder Wirtschaftsorganisation und von grundlegender Bedeutung für die Planung, Konzeption und Durchführung von Ausstellungen sowie die Produktion und den Vertrieb von Kunstwerken und die Stellung des Künstlers auf dem Arbeitsmarkt. Diese Fragen bildeten den Titel des ersten Projekts von WHW im Jahr 2000 in Zagreb, welches dem 152. Jahrestag des Kommunistischen Manifests gewidmet war, und wurden zum Motto der Arbeit von WHW und zum Namen ihres Kollektivs.“

## Aktivitäten
Das WHW organisiert Produktions-, Ausstellungs- und Verlagsprojekte und engagiert sich in langfristigen Kooperationsplattformen und in der Kulturpolitik. Seit 2003 sind sie die Leiterinnen der Gallery Nova in Zagreb, einer Not-for-profit arts organization. Während die drei Mitglieder Ivet Ćurlin, Nataša Ilić und Sabina Sabolović von 2019 bis 2024 die Kunsthalle Wien leiteten, leitete Ana Dević die WHW Akademija und die Gallery Nova vor Ort in Zagreb.
Ivet Curlin, Natasa Ilic und Sabina Sabolovic vom Kollektiv What, How & for Whom/WHW sind im August 2024 zur künstlerischen Leitung der Skulptur Projekte 2027 in Münster ernannt worden. Als Kuratorinnen treten sie die Nachfolge von Klaus Bußmann, Kasper König und den jeweiligen Teams an.

## Kuratierte Ausstellungen (Auswahl)
- 2002: Broadcasting Project, gewidmet Nikola Tesla, Nikola Tesla Technical Museum, Zagreb
- 2003: Looking Awry, Apexart, New York
- 2004: Side-effects, Museum für zeitgenössische Kunst in Belgrad, Belgrad
- 2004: Normalization, Gallery Nova, Zagreb
- 2005: Collective Creativity, Fridericianum, Kassel
- 2006: Final Exhibition, Galerija Nova, Zagreb
- 2009: 11. Istanbul Biennale, Istanbul
- 2017: Everything we see could also be otherwise (My sweet little lamb), The Showroom, Marylebone, London
- 2018: Shadow Citizens – Želimir Žilnik, Edith-Russ Haus für Medienkunst, Oldenburg

## Auszeichnungen
- 2008: Igor Zabel Award[6]

## Schriften
- My Sweet Little Lamb (Everything We See Could Also Be Otherwise), herausgegeben von Emily Pethick, Kathrin Rhomberg, What, How & for Whom/WHW und Jill Winder, 2024, Sternberg Press, ISBN 978-1-915609-18-2.